# Roseburia hominis
Roseburia hominis es una especie de bacteria del género Roseburia. Fue descrita en el año 2006. Su etimología hace referencia a humano. Se describe como gramnegativa, aunque posiblemente sea grampositiva como otras bacterias de la misma familia. Es anaerobia estricta y móvil por múltiples flagelos. Tiene un tamaño de 0,5 μm de ancho por 1,5-5 μm de largo. Temperatura óptima de crecimiento de 37 °C. Forma colonias blanquecinas y translúcidas. Catalasa negativa. Se ha aislado de heces humanas.

## Implicación en la salud humana
Se ha demostrado que es una bacteria beneficiosa en el intestino. Su presencia en el organismo incrementa la melatonina intestinal mediante la producción de butirato y propionato, así como que tiene habilidad para regular la respuesta inmune innata. Además, en pacientes con colitis ulcerosa, esta bacteria se encuentra en bajos números en el intestino.